# 室蘭警察署
室蘭警察署（むろらんけいさつしょ）は、北海道警察本部が管轄する札幌方面の警察署の一つである。

## 沿革
- 1877年（明治10年）：札幌警察署室蘭分署の仮署設置。
- 1878年（明治11年）：札幌警察署付属室蘭分署設置。
- 1882年（明治15年）：室蘭警察署として独立。
- 1887年（明治20年）：有珠・虻田・幌別に分署設置。
- 1888年（明治21年）：幌別分署廃止し、鷲別分署設置。
- 1889年（明治22年）：勇払警察署廃止に伴い、室蘭警察署苫小牧分署設置、虻田分署廃止。
- 1890年（明治23年）：鷲別分署廃止。
- 1897年（明治30年）：室蘭町大字本町に庁舎移転。
- 1903年（明治36年）：鵡川分署設置。
- 1904年（明治37年）：水上派出所新設。
- 1908年（明治41年）：有珠分署を伊達分署と改称。
- 1921年（大正10年）：苫小牧分署が警察署に昇格、鵡川分署が苫小牧警察署管轄となる。
- 1922年（大正11年）：水上派出所が室蘭水上警察分署に昇格。
- 1926年（大正15年）：室蘭水上・伊達の分署が警察署に昇格。
- 1944年（昭和19年）：水上警察署廃止し、室蘭警察署へ併合。
- 1948年（昭和23年）：室蘭警察署廃止、自治体警察の室蘭市警察署発足。
- 1951年（昭和26年）：室蘭市警察本部設置、輪西警察署新設、室蘭市警察署を室蘭市中央警察署と改称。
- 1954年（昭和29年）：警察法改正に伴い、市警察閉署、室蘭市中央警察署と輪西警察署を併合し、札幌方面室蘭警察署となる。
- 1957年（昭和32年）：室蘭市新富町に庁舎移転
- 2003年（平成15年）：室蘭市東町に庁舎移転。

## 組織
- 署長（警視）
- 副署長（警視）
  - 警務課（警務係、犯罪被害者支援係、相談係）
  - 留置管理課（管理係）
  - 会計課（会計係）
- 警備課（公安係、外事係、警備係）
- 刑事・生活安全官
  - 生活安全課（生活安全係、少年係、生活経済・保安係、許可係）
  - 刑事第一課（指導係、強行犯係、盗犯係、鑑識係）
  - 刑事第二課（知能犯係、組織犯罪対策係、薬物銃器対策係）
- 地域・交通官
  - 地域課（企画係、実務指導係、地域係、水上係、自動車警ら係）
  - 交通第一課（企画・規制係、指導係）
  - 交通第二課（捜査係）

## 交番
括弧内は所在地を表す。

### 室蘭市
- 駅前交番（室蘭市海岸町1-20）
- 白鳥台交番（室蘭市白鳥台5-19-16）
- 高砂交番（室蘭市高砂町1-19-4）
- 中島交番（室蘭市中島本町1-4-3）
- 東町交番（室蘭市東町3-23-7）
- 母恋交番（室蘭市母恋南町2-1）
- 本輪西交番（室蘭市本輪西町2-5-20）
- 輪西交番（室蘭市輪西町1-30-2）
- 祝津警備派出所（室蘭市築地町138-11）
- 知利別連絡所（室蘭市知利別町3-11-2）

### 登別市
- 登別交番（登別市桜木町1-20-6） - 交番所長は警視。
- 登別温泉交番（登別市登別温泉町92-1）
- 登別東交番（登別市登別東町2-22-1）
- 新生交番（登別市新生町4-12-5）

## 警備艇
- むろしお 北2（12.00 t）

## 主な事件
- 室蘭女子高生失踪事件 - 2001年（平成13年）3月6日に発生。事件から23年が経過した2024年（令和6年）3月時点でも未解決である[1][2]。

## 補足
- 2011年3月、各課を統合し課長に警視を充てその下に警部の統括官を配置。
- 2012年4月より各課の統括官を課長代理に改称した。
- 2013年4月より各課を統括するため地域・交通官などの警視級ポスト新設し、各課長に警部を充てた。